# دوغ أندروود
دوغ أندروود (بالإنجليزية: Doug Underwood)‏ هو متسابق دراجات نارية أسترالي، ولد في 28 مايو 1946 في برث في أستراليا.